# Barbara Luisi

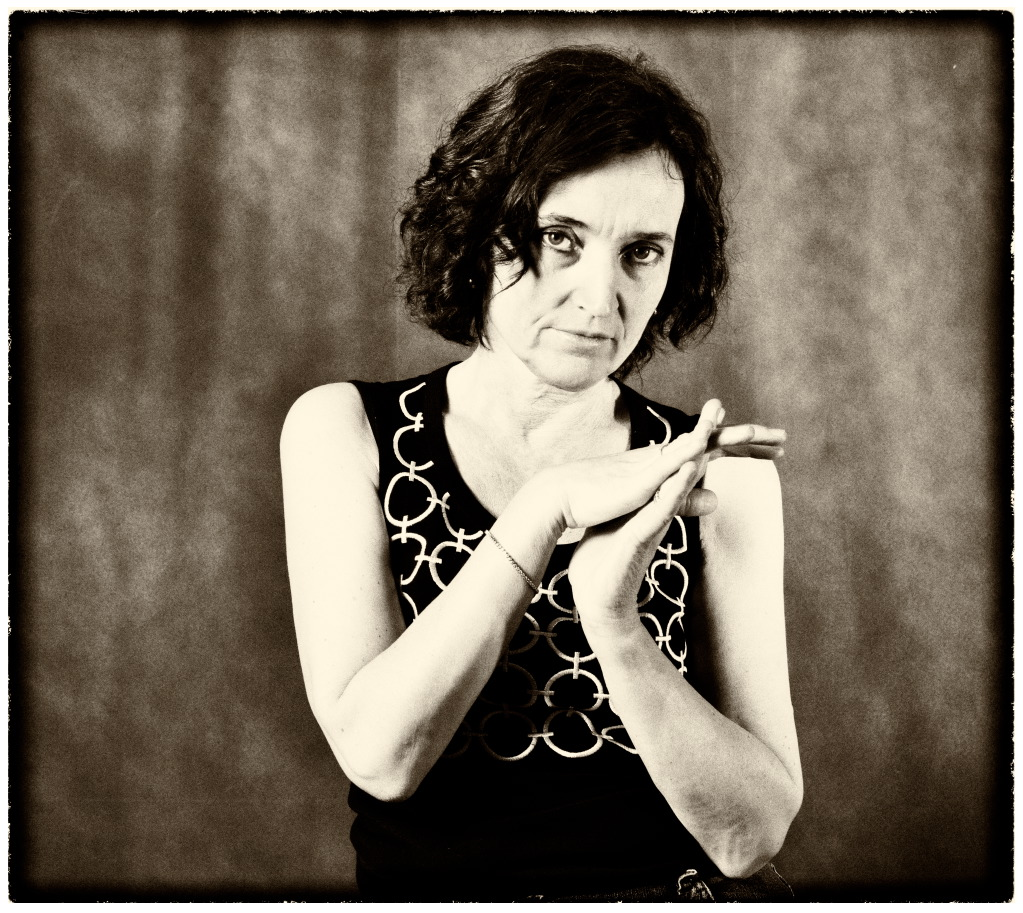
Barbara Luisi (2013)

Barbara Luisi (* 1964 in München) ist eine deutsche Fotografin und Violinistin.
Nach dem Violinstudium an der Hochschule für Musik und Theater München spielte sie u. a. bei den Münchner Philharmonikern.
Sie war 21 Jahre lang mit dem Dirigenten Fabio Luisi verheiratet und ist Mutter von zwei Kindern.

## Ausstellungen (Auswahl)
- 2014: Maison Européenne de la Photographie, Paris, Frankreich
- 2018: Museum Lapidarium, Novigrad-Cittanova, Kroatien
- 2022: Musée Toulon – Abbaye de la Celle, Frankreich „La Rose et L’Olivier“

## Veröffentlichungen
- Glühende Nacht: photographs = Artificial lights. Böhlau, 2008, ISBN 978-3-205-78189-9.
- Nude nature: photographs. Böhlau, 2008, ISBN 3-205-77709-3.
- Pearls tears of the sea. Böhlau, 2011, ISBN 978-3-205-78741-9.
- Dreamland. Contrasto, 2014, ISBN 978-88-6965-500-5.